# Jimmy Pursey
Jimmy Pursey (né le 9 février 1955 à Hersham) est un chanteur et un producteur de musique britannique. Il est un des membres fondateurs du groupe de punk rock Sham 69 dans lequel il participe de 1976 à 1980, puis de 1987 à 2006 et de 2011 à nos jours.

## Carrière solo
Après la séparation du groupe en 1980, il connait une carrière solo infructueuse.
En 1982 sort Alien orphan. Il évoque les impressions d'un fœtus s'apprêtant à arriver sur terre en ce début des années 1980, époque où Margaret Thatcher gouverne en Angleterre et où la course aux armements fait rage. La pochette (le fœtus et la planète sous forme de crâne) et certains titres (I'm a human being, Oh isn't it a wierd wierd world) font références aux dernières années de guerre froide.